# MTD
MTD (Modern Tool and Die) este o companie americană producătoare de scule, unelte și utilaje pentru grădinărit.
De la tractorașe pentru grădinari la fierăstraie, foarfece ori substanțe utilizate în grădinărit, compania este prezentă pe toate palierele care privesc acest domeniu.
MTD are capacități de producție în SUA, Mexic, China și Uniunea Europeană.
A fost fondată în anul 1932 de către trei ingineri germani emigrați în SUA: Theo Moll, Erwin Gerhard și Emil Joachim. Din anii 1970 este prezentă și în Europa.